# Ipomoea soluta
Ipomoea soluta är en vindeväxtart som beskrevs av Kerr. Ipomoea soluta ingår i släktet praktvindor, och familjen vindeväxter. Utöver nominatformen finns också underarten I. s. alba.